# Fake
|  | Per a altres significats, vegeu «Fake (manga)». |

Fake (fals en anglès) és en general una falsificació usada particularment a la Internet i en especial entre els usuaris de programes de descàrregues (com els P2P), per referir-se generalment a un fitxer informàtic o un servidor fals, que no és el que sembla. També es pot utilitzar per descriure un muntatge fotogràfic, un anunci fals, etc. El terme fake pot referir-se a:
- Arxiu informàtic: un arxiu, particularment d'àudio o de vídeo, el nom del qual el fa passar per un altre.
- Servidor o pàgina web: un servidor que es fa passar per un altre. En el cas de les pàgines web, a vegades són producte de pràctiques com el typosquatting.
- Usuaris que suplanten d'altres usuaris: el terme fake també s'utilitza per referir-se a usuaris que es fan passar per altres membres de fòrums, xats, etc. També es denomina així la poca credibilitat d'una història o comentari d'un usuari.
- Muntatge fotogràfic: aquest terme també sol utilitzar-se per referir-se a algun tipus de muntatge fotogràfic.
- Contrapublicitat: en aquest camp, fake és una campanya en què s'agafa com a model una campanya ja coneguda d'alguna marca o institució pública en què es canvia el contingut, però no la imatge. Així s'aconsegueix captar l'atenció d'un públic ja perceptiu a aquesta informació per proporcionar-li una altra de completament diferent.